# Sigmar Mehring

Sigmar Mehring

Sigmar Mehring (* 13. April 1856 in Breslau; † 10. Dezember 1915 in Berlin) war ein deutscher Schriftsteller und Übersetzer. Er war der Sohn des Dialekthumoristen und Malers Siegfried Mehring, erlernte den Kaufmannsberuf und gründete 1886 einen Verlag, seit 1889 lebte er als freier Schriftsteller in Berlin. Im Jahre 1899 wurde er zu einer dreimonatigen Festungshaft verurteilt wegen eines Gedichtes, in dem die Jesuiten verhöhnt wurden. Er heiratete im Jahre 1895 Hedwig Stein (Löwenstein), Opernsängerin des königlichen Landestheaters Prag. Der gemeinsame Sohn und spätere Schriftsteller Walter Mehring wurde 1896 in Berlin geboren. 
Sigmar Mehring arbeitete als Redakteur des Ulk in Berlin, er gehörte u. a. dem Verein Berliner Presse an.

## Werke

### Monographien
- Champagner-Geist. Lieder und Lustspiele französischer Meister. Sigmar-Mehring-Verlag, Berlin 1888. (Digitalisat) (Zweitauflage: Rosenbaum & Hart, Berlin 1891.)
- Parodie zur Kreutzer-Sonate. Die Pfennig-Sonate, eine Tollstoifelei. Verlag Trautwein, Berlin 1890.
- Der Reim in seiner Entwicklung und Fortbildung. Rosenbaum & Hart, Berlin 1891.
- Deutsche Verslehre. Universal-Bibliothek 2851/53. Reclam, Leipzig 1891.
- Nichts. Reimklänge. Rosenbaum & Hart, Berlin 1894.
- Die französische Lyrik im 19. Jahrhundert. Mit eigenen Uebertragungen. Baumert & Ronge, Grossenhain 1900.
- Leute von Berlin. Spottverse. Bondy, Berlin 1911.
- Ungebundenes in gebundener Form. Launige Vortragslyrik. Universal-Bibliothek 4161. Reclam, Leipzig 1911
- Aus dem Dreimillionen-Haufen. Ulkiges. Bondy, Berlin 1912.
- Lorbeerkränze für deutsche und fremde Dichter. Beiträge zur Kenntnis ihres Wirkens und Wesens. Continent-Verlag, Berlin 1912.
- Rieke im Krieg. Müller, München 1916 (mit Bildern von Heinrich Zille)

### Aufsätze
- Ein neues Heine-Buch. In: Ost und West, Jg. 14 (1914) Nr. 4, S. 271–278.

## Nachweise
1. ↑  Adolph Kohut: Die Großmeister des Berliner Humors in alter und neuer Zeit. Hofmann, Berlin 1915, S. 299f.

| Personendaten    | Personendaten            |
| ---------------- | ------------------------ |
| NAME             | Mehring, Sigmar          |
| KURZBESCHREIBUNG | deutscher Schriftsteller |
| GEBURTSDATUM     | 13. April 1856           |
| GEBURTSORT       | Breslau                  |
| STERBEDATUM      | 10. Dezember 1915        |
| STERBEORT        | Berlin                   |